# Публій Корнелій Сципіон Барбат
Публій Корнелій Сципіон Барбат (лат. Publius Cornelius Scipio Barbatus; IV століття до н. е.) — політичний, державний і військовий діяч Римської республіки, диктатор 306 року до н. е.

## Біографія
Походив з патриціанського роду Корнеліїв, його гілки Сципіонів. 
Він був призначений диктатором для проведення виборів (лат. Legendo senatui) у 306 р до н. е., адже тогорічні консули Квінт Марцій Тремул і Публій Корнелій Арвіна були зайняті війною з герніками, анагнінцями і самнітами. 
З того часу про подальшу долю Публія Корнелія Сципіона Барбата згадок немає.

## Родина
- Луцій Корнелій Сципіон Барбат, великий понтифік впродовж 304-270 років до н. е.